# František Josef Görner
František Josef Görner (1. ledna 1809, Blíževedly – 24. října 1883, Horní Police) byl český katolický kněz, desátý infulovaný arciděkan v Horní Polici.

## Život

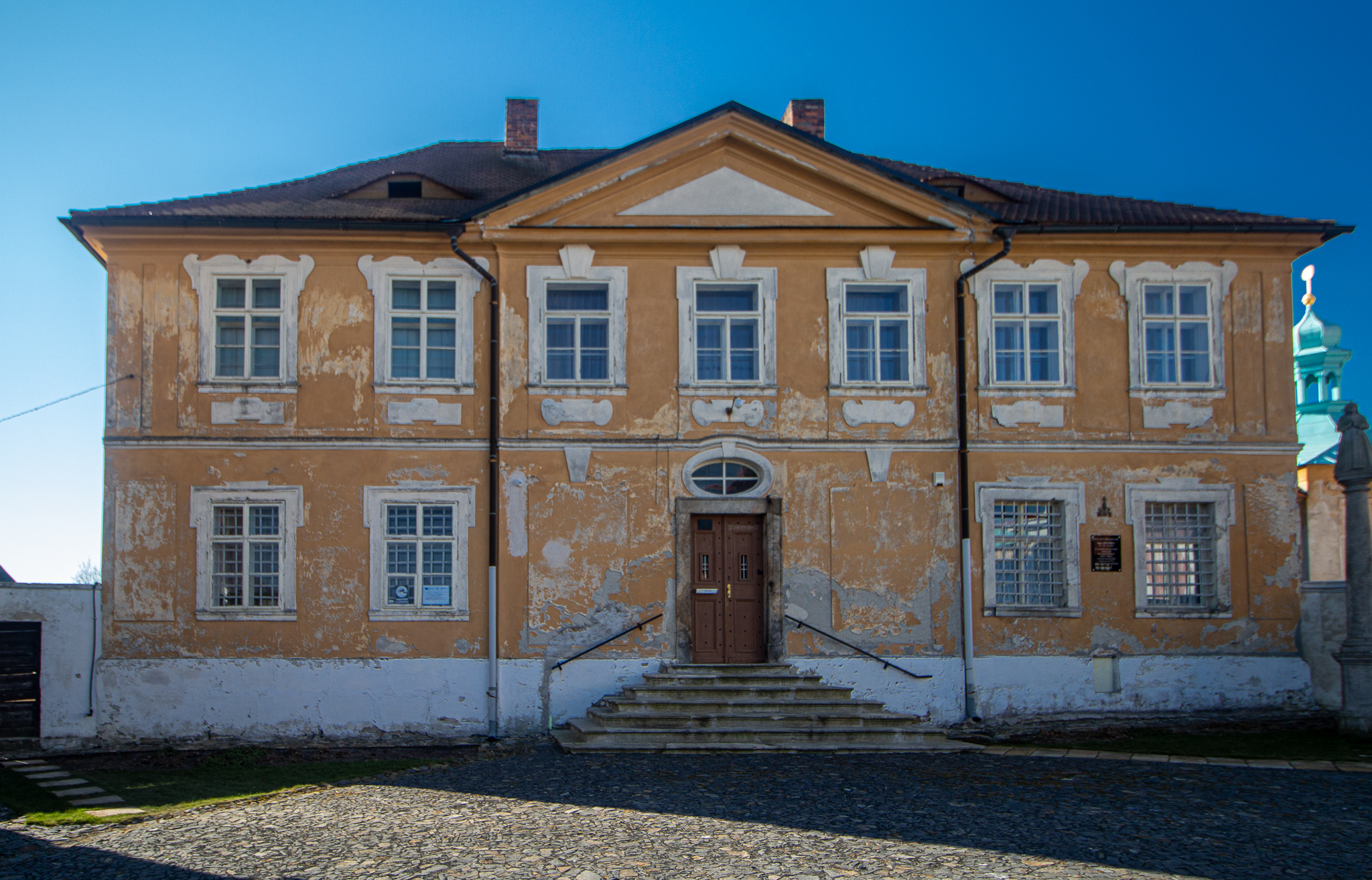
Budova arciděkanství v Horní Polici

Na kněze pro litoměřickou diecézi byl vysvěcen 28. září 1832 a dne 25. března 1865 byl instalován do úřadu hornopolického arciděkana, a to desátým v pořadí.
K tomuto úřadu se váže ustanovení papežského breve Klementa XII. ze 6. prosince 1736, spojené s právem používat pontifikálie „ad instar Abbatum”, tzn. stal se tak, podobně jako jeho předchůdci, infulovaným arciděkanem. Dne 21. srpna 1879 byl jmenován tajemníkem českolipského vikariátu. Litoměřický biskup Antonín Ludvík Frind ocenil jeho schopnosti a 11. září 1879 ho jmenoval konsistoriálním radou.
Desátý hornopolický arciděkan František Josef Görner zemřel 24. října roku 1883 v Horní Polici.